# Lockerbie

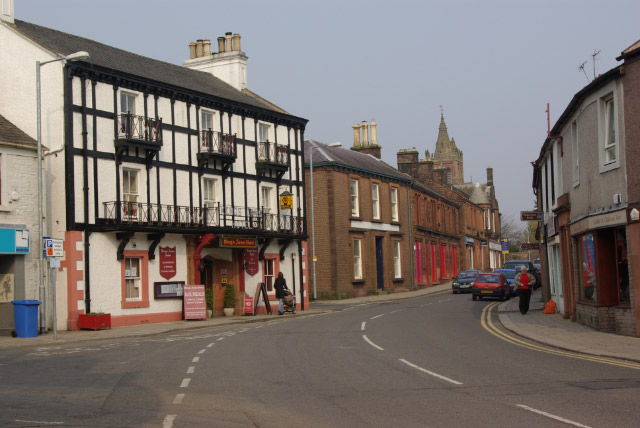
Uma rua de Lockerbie.

Lockerbie (Locarbaidh em gaélico escocês) é uma cidade situada na região sudoeste da Escócia, a aproximadamente 120 km de Glásgua e 30 quilômetros da fronteira com a Inglaterra. Sua população, de acordo com o censo de 2001, é de 4 009 habitantes. Em 21 de Dezembro de 1988, a cidade foi o palco de um atentado terrorista. O voo Pan Am 103, um voo de Frankfurt para Nova Iorque, com uma escala em Londres, explodiu em pleno ar por causa de uma bomba implantada a bordo. O caso é conhecido como o Atentado de Lockerbie.